# 신원주
신원주(1976년 10월 14일 ~ )는 롯데 자이언츠에서 뛰었던 전 야구 선수다. 통산 기록은 2경기 2이닝 ERA 4.50이다.

## 출신 학교
- 부산고등학교
- 고려대학교

## 같이 보기
- 2002년 롯데 자이언츠 시즌